# Aspergillus fumigatus
Aspergillus fumigatus är en svampart som beskrevs av Fresen. 1863. Aspergillus fumigatus ingår i släktet Aspergillus och familjen Trichocomaceae.

## Underarter
Arten delas in i följande underarter:

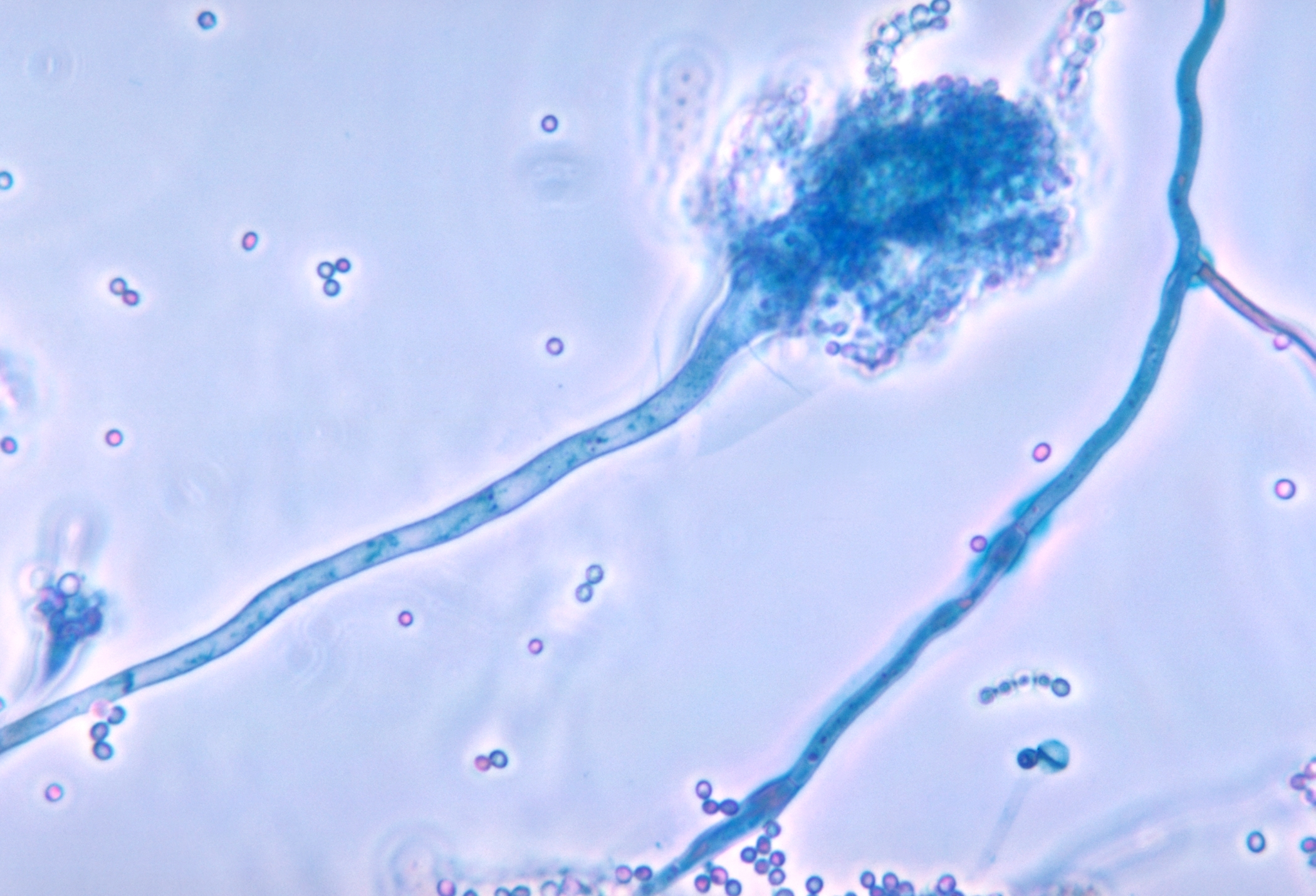
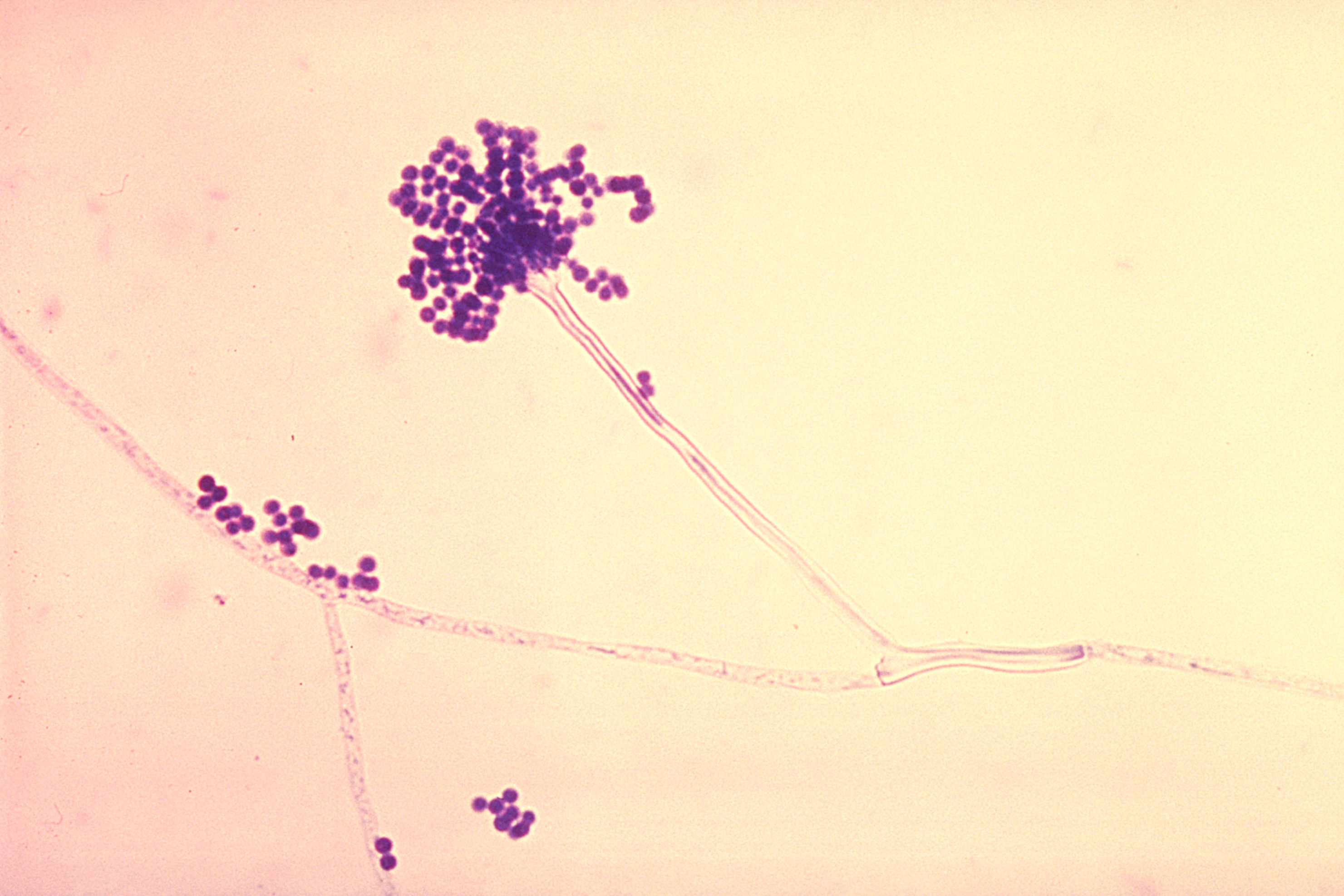
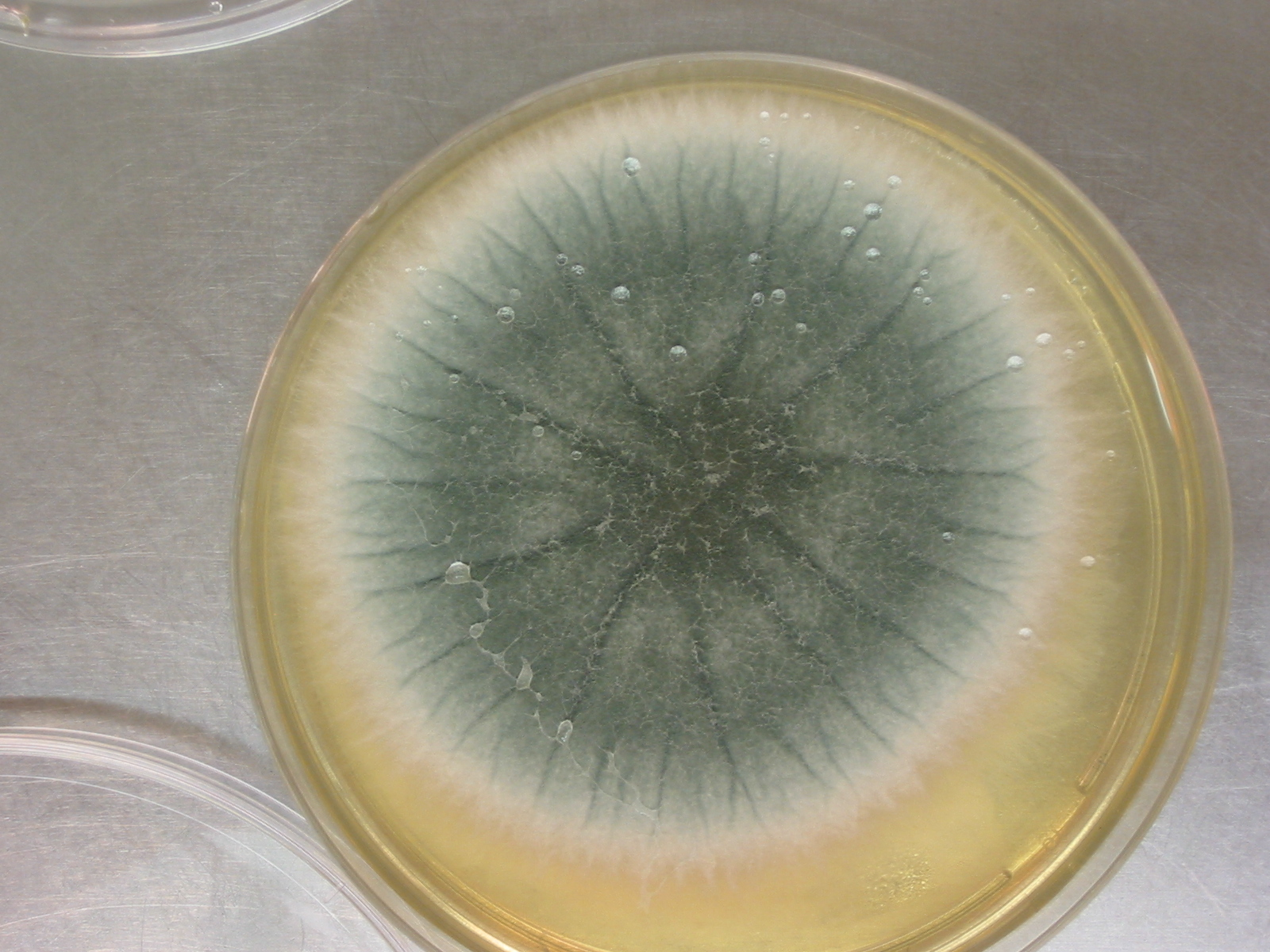
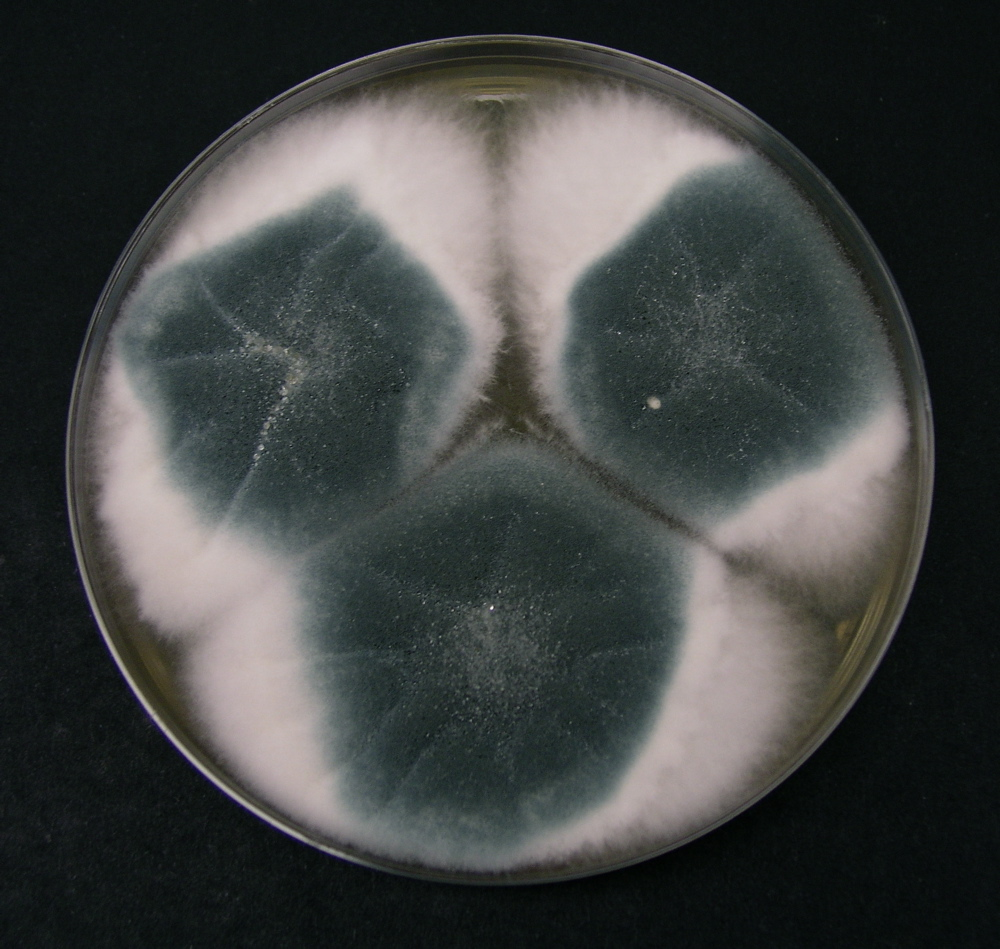
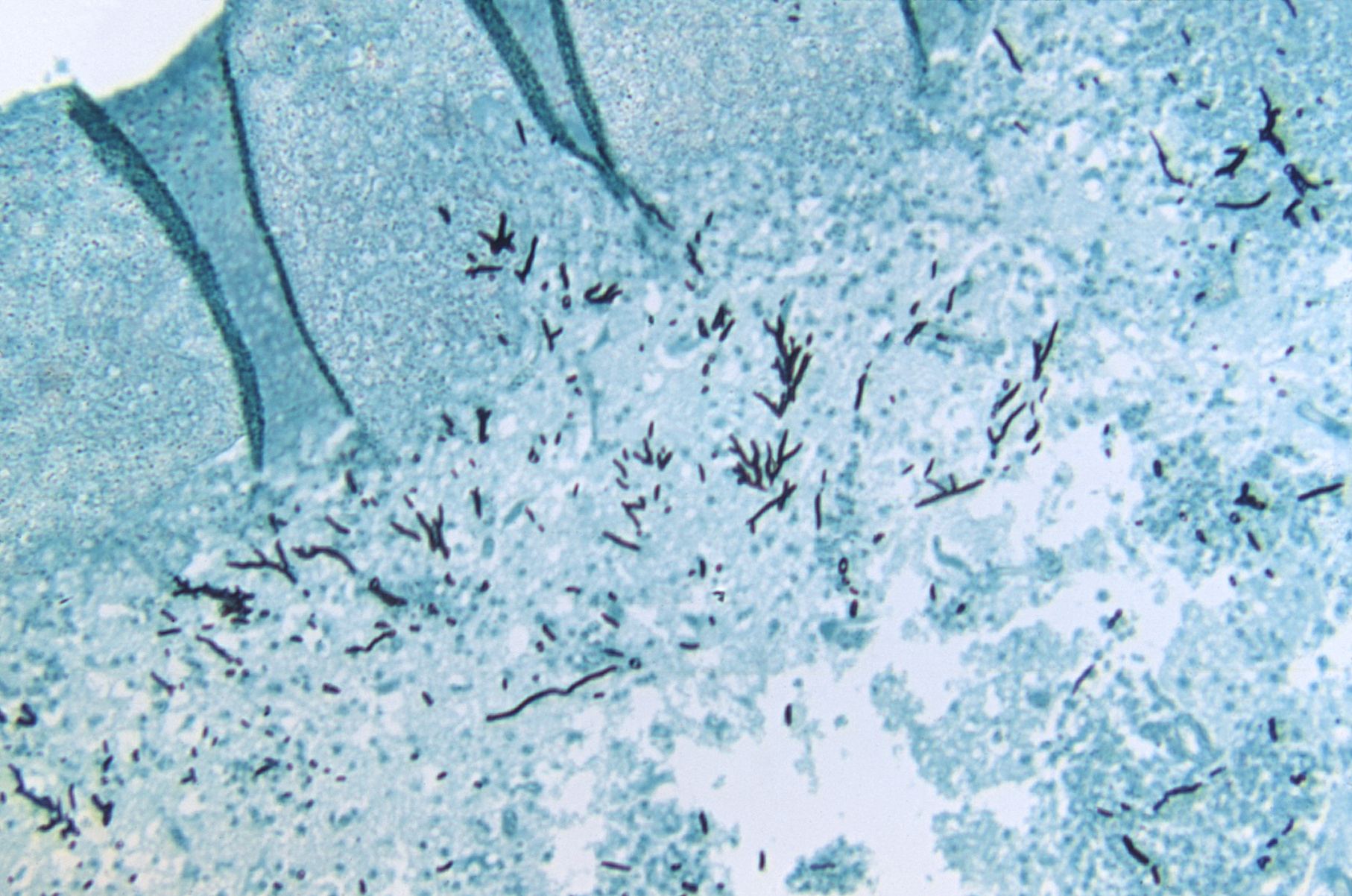
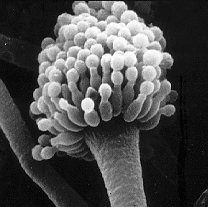
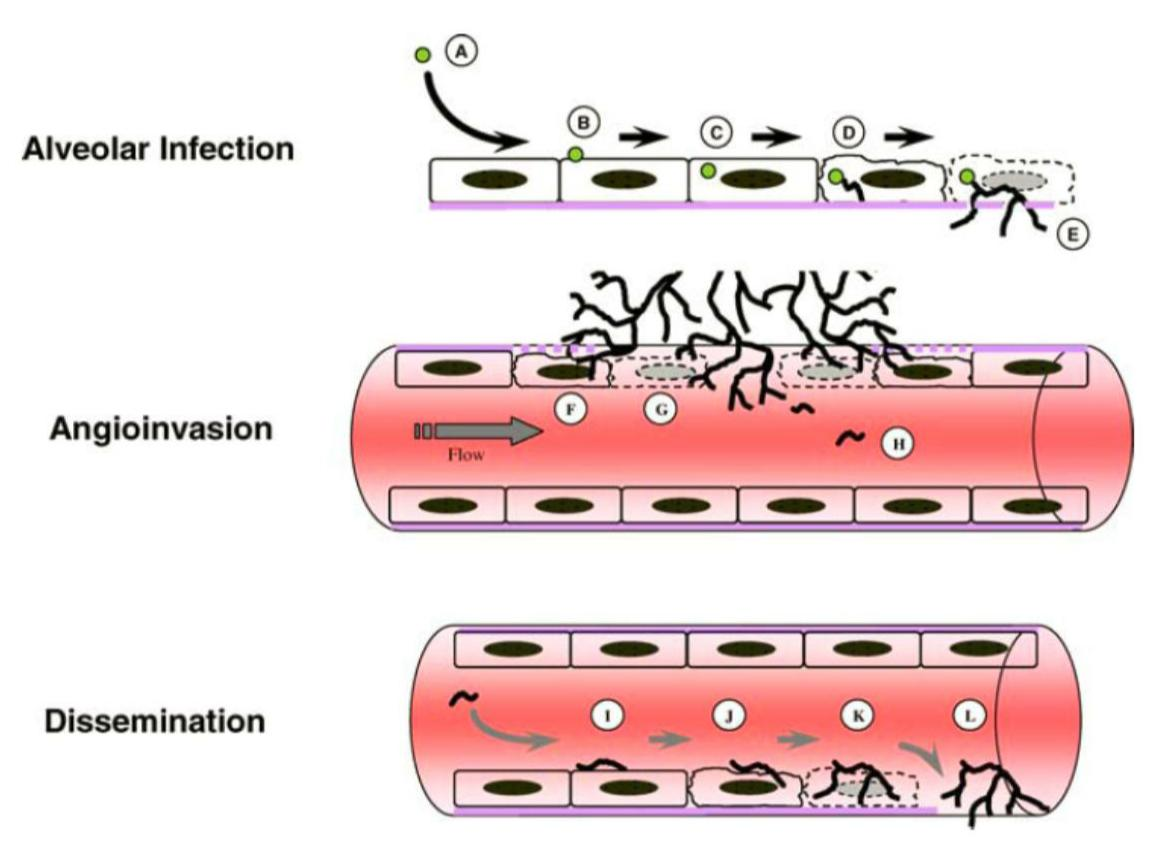
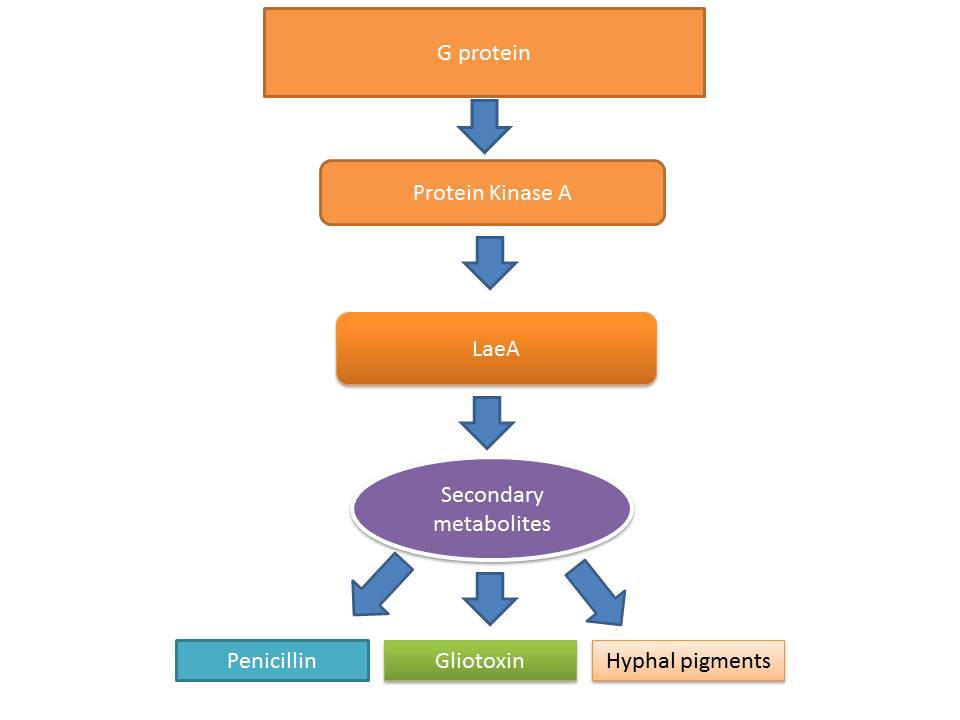

- helvolus
- acolumnaris
- ellipticus